# Forte da Mãe de Deus

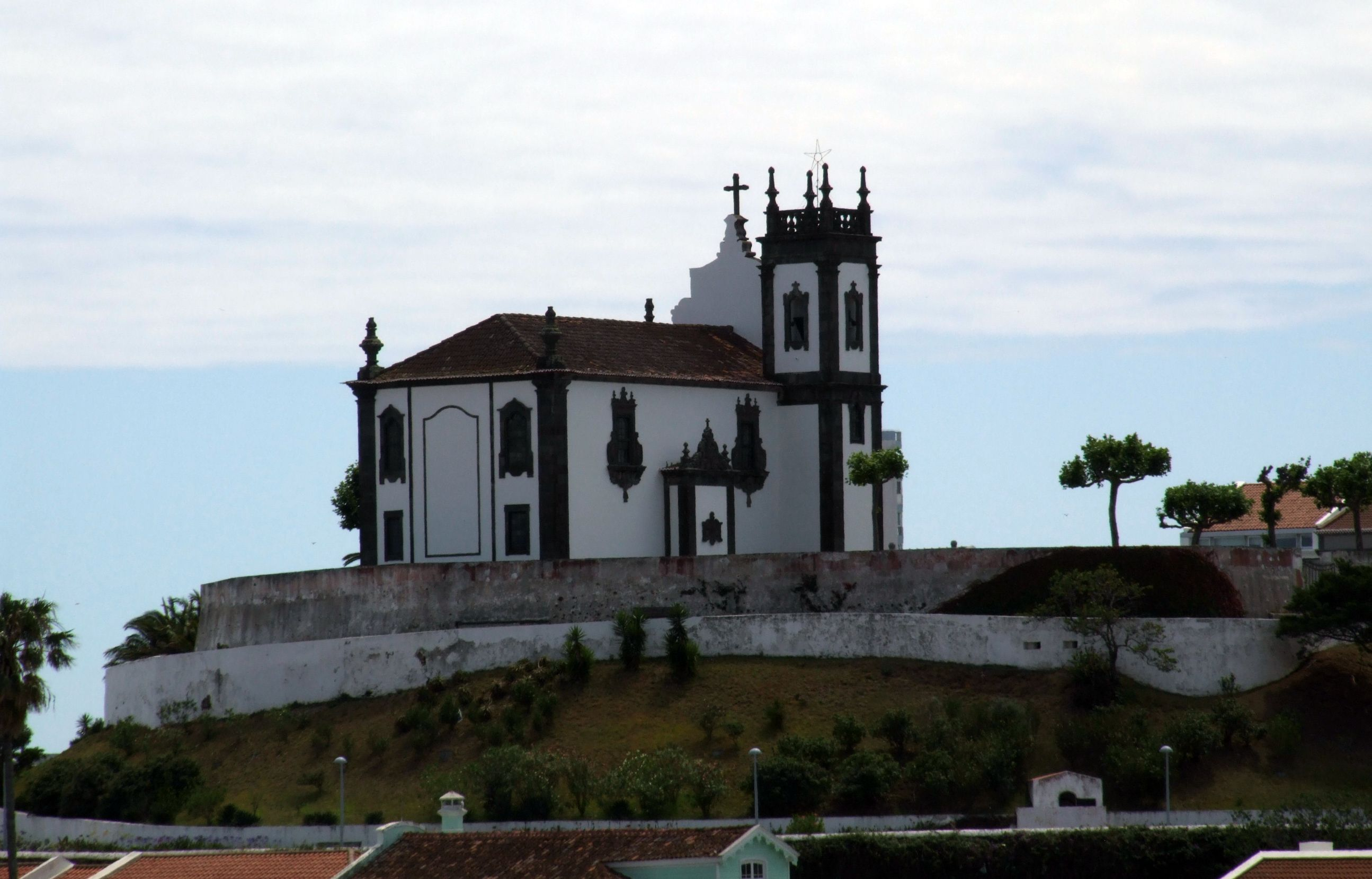
Alto da Mãe de Deus, Ponta Delgada.

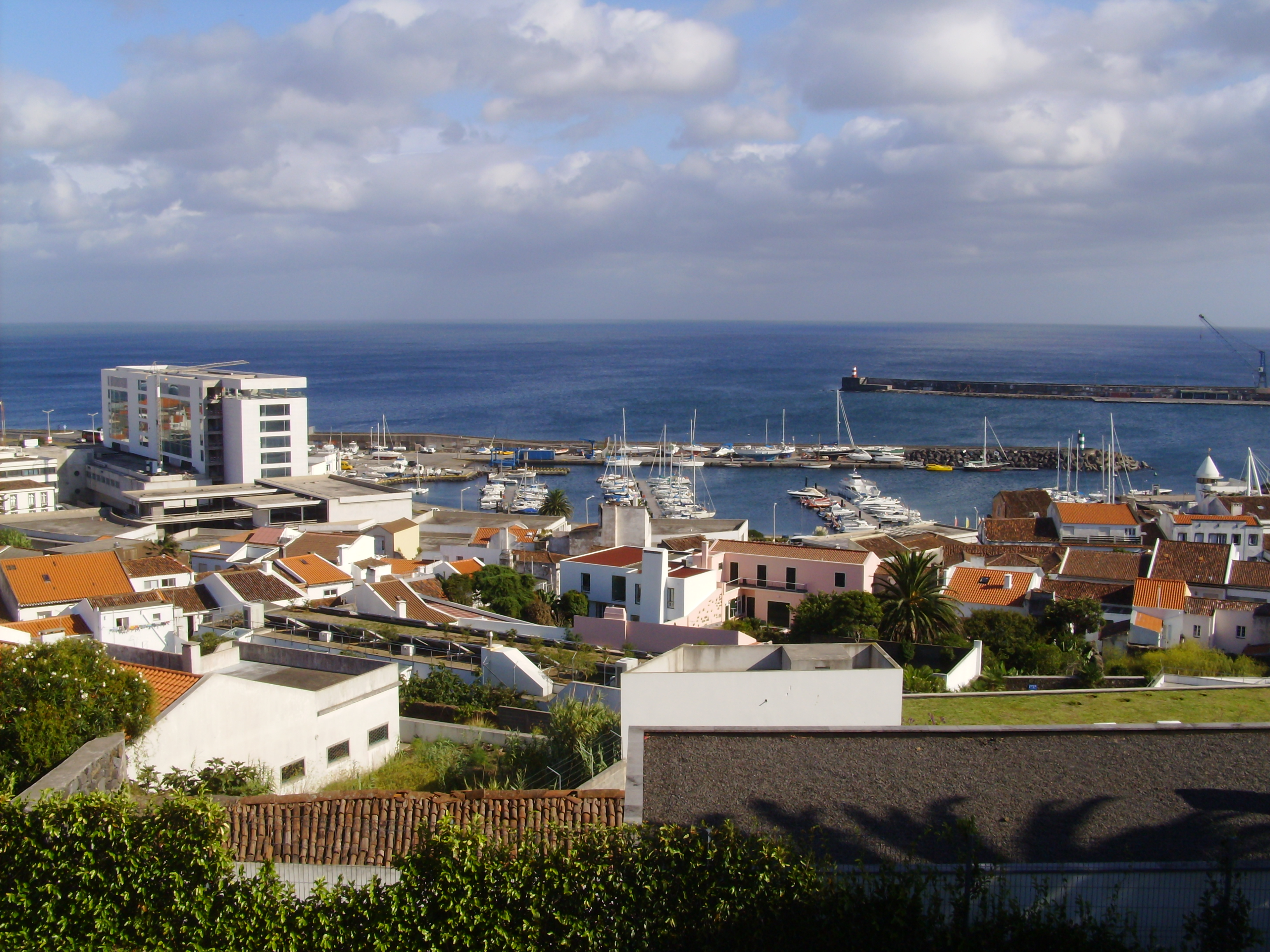
Marina de Ponta Delgada: vista a partir do Alto da Mãe de Deus.

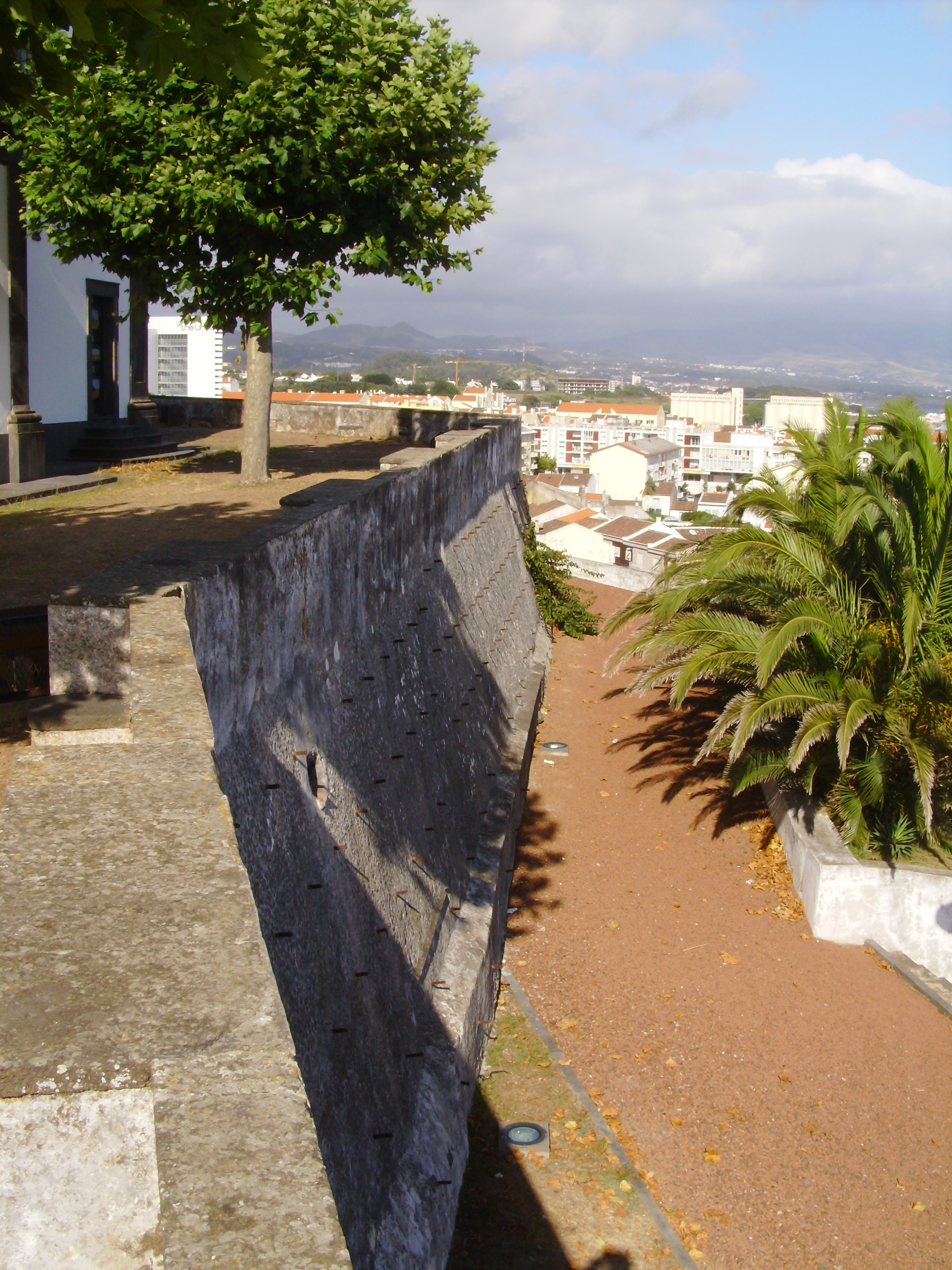
Alto da Mãe de Deus: aspecto do muro.

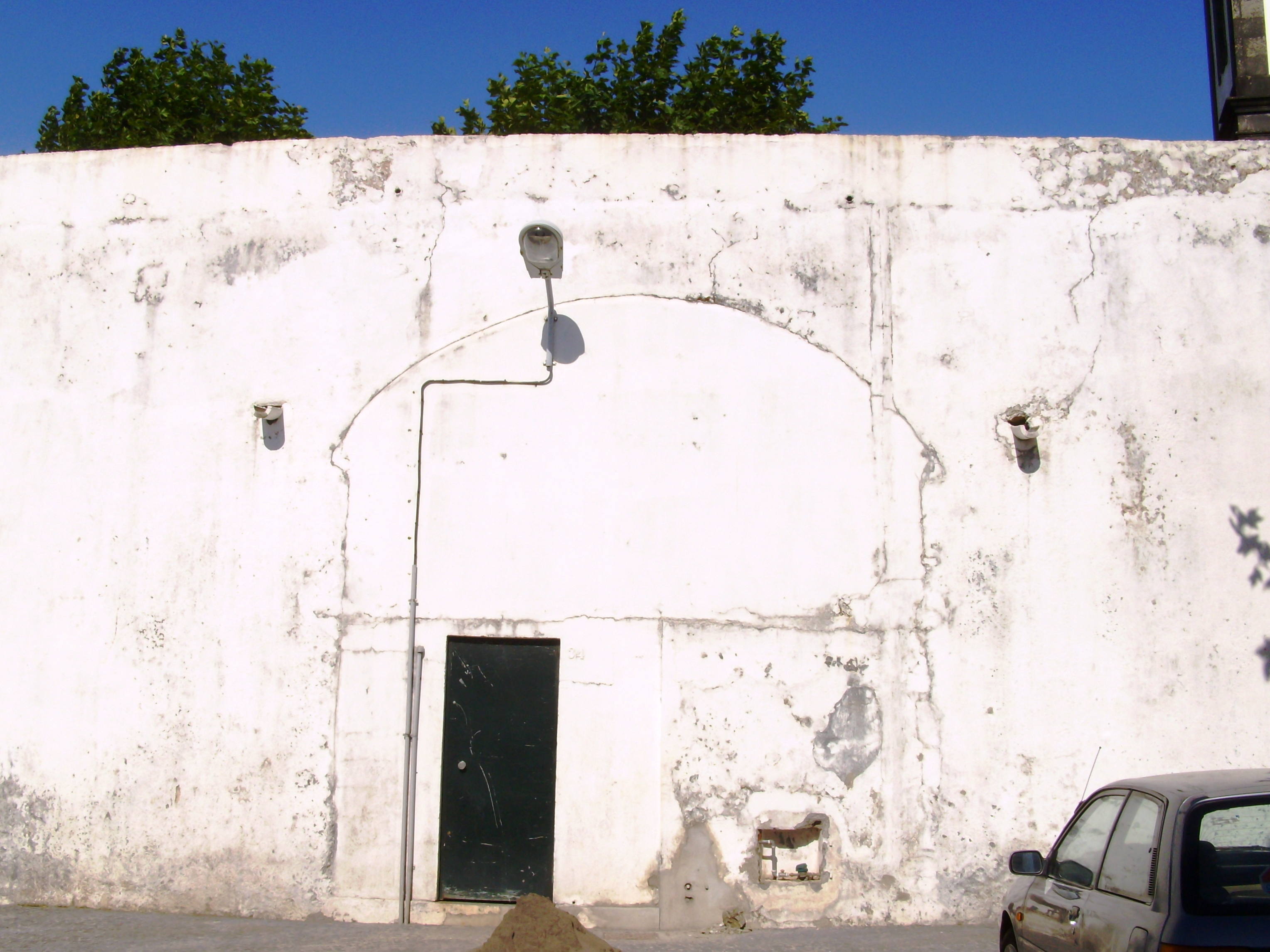
Alto da Mãe de Deus: aspecto da entrada do subterrâneo.

O Forte da Mãe de Deus, também referido como Forte de Nossa Senhora Mãe de Deus, Reduto da Mãe de Deus e Reduto D. João VI, localiza-se no alto da ladeira da Mãe de Deus, na freguesia de São Pedro, concelho de Ponta Delgada, na ilha de São Miguel, nos Açores.

## História
O reduto remontará ao final do século XV ou primeira metade do século XVI, erguido como uma das primeiras defesas de Ponta Delgada, embora não se encontre referido por Gaspar Frutuoso, o que pode demonstrar a sua pouca importância, dado tratar-se de uma fortificação interior, comparativamente com a importância e poder de fogo do Forte de São Brás de Ponta Delgada, à beira-mar.
A primeira referência a esta fortificação data de 1761, embora não seja citada em relações posteriores, de 1767, 1797, 1823, 1832 e 1862, o que pode refletir a perda da sua função estratégica. Plantas datadas de 1815 e 1818 ("Planta do Reduto de D. João Sexto construído sobre a colina da Sra. Mai de Deoz na cidade de Ponta Delgada", de autoria do capitão do Real Corpo de Engenheiros, Francisco Borges da Silva) confirmam a atual configuração do forte e seus subterrâneos.
Em 1815, Borges da Silva concebeu para o Alto da Mãe de Deus o primeiro projeto conhecido para um passeio público na cidade, tendo sido a sua execução ficado a cargo de outro militar, o então governador José Teixeira Homem de Brederode, com pequenas alterações. O mesmo Borges da Silva assina um projeto militar para a construção de uma cidadela militar no mesmo local, com data de 1818. Ambos os projetos assinalam a existência de um moinho de vento em frente à escadaria principal de acesso à plataforma do forte. A sua existência (e da cozinha do forte, com dois fornos de forma circular com cerca de 2,40 metros de diâmetro), será provavelmente a principal responsável pela peculiar configuração da Ladeira da Mãe de Deus, caracterizada pela existência contínua de pequenas lombas. O historiador Ernesto do Canto refere que o então Governador das Armas, Sebastião José de Arriaga Brum (1813-1821), foi quem mandou fortificar o alto, conforme o plano de Borges da Silva. Refere, entretanto, que este oficial chegou a São Miguel a 2 de junho, vindo a falecer a 25 de novembro de 1820.
Perdida a sua função defensiva, foi ali erguida uma ermida sob a invocação da Mãe de Deus, por Diogo Afonso da Costa Columbreiro, um morador vizinho.
Em 1915, no contexto da Primeira Guerra Mundial, a ermida foi demolida sob a alegação de que poderia servir como alvo para os submarinos alemães.
Essa possibilidade materializou-se no dia 4 de julho de 1917, quando a cidade e os seus arredores foram bombardeadas por 50 obuses de 125mm do "Deutchland", um submarino do Império Alemão, classe U-115  Além dos danos materiais, na Canada do Pilar, na Fajã de Cima, o ataque causou a morte de uma jovem de 16 anos (Tomásia Pacheco) e ferimentos graves na irmã e em outras três pessoas. A unidade naval alemã foi repelida pelo fogo de artilharia (15 tiros) do navio carvoeiro estadunidense "Orion" estacionado na doca, apoiado pela artilharia portuguesa em terra, na Bateria de Costa da Mãe de Deus (4 tiros), sob o comando do alferes António Francisco Castilho da Costa. O professor Manuel Martins Soeiro, em artigo publicado no Açoriano Oriental de 7 e 14 de julho de 1923 afirma que foi o tiro da Mãe de Deus que afastou o submarino e não os tiros do "Orion", uma vez que, apesar de não ter acertado por falta de poder e de alcance, o comandante alemão não o sabia, e acreditou que a bateria iria corrigir o tiro. Desse modo, o articulista acusava os micaelenses de ingratidão pois nem um ramo de flores enviaram aos militares na Mãe de Deus. De qualquer modo, a Junta Geral, a Câmara Municipal e a Associação Comercial de Ponta Delgada manifestaram ao comandante do "Orion", J. H. Boesh o agradecimento da população, lançando esta uma subscrição pública para o homenagear, o que foi feito através do cônsul estadunidense, com a oferta de uma salva de prata da famosa "Casa Leitão", de Lisboa. À época, na ilha, diversos recém-nascidos foram batizados com o nome "Orion", assim como alguns estabelecimentos comerciais, bem como uma marca de cigarros.
Em 1917 o Ministério da Guerra era o proprietário dos subterrâneos, ao passo que a ermida pertencia ao Ministério da Justiça e Cultos.
Findo o conflito, por voto das senhoras micaelenses, foi erguido no mesmo local um novo templo, cuja pedra fundamental foi lançada a 25 de Março de 1925. Diante da morosidade das obras, tendo, nesse ínterim eclodido a Segunda Guerra Mundial, aquele ponto estratégico foi uma vez mais guarnecido militarmente, para vigilância do porto, em 1942, passando a abrigar um posto óptico e de observação e sendo construído um abrigo subterrâneo para albergar duas metralhadoras pesadas, tipo Breda. O primeiro, localizado no canto sudoeste do adro da Igreja, constituía-se num abrigo semi-enterrado, fechado, com três aberturas, de modo a estabelecer contato óptico com diferentes unidades militares estabelecidas em Ponta Delgada. O segundo atualmente enterrado no canto nordeste do adro da Igreja, fora da muralha da plataforma, era acedido por uma rampa exterior à plataforma. Constituiu-se num pequeno espaço com duas seteiras com tamanho suficiente para bater a tiro a zona compreendida entre a antiga estrada da Ribeira Grande e a praia da Pranchinha. Ao final do conflito ambas as posições foram desativadas.
Em meados do século XX o forte perdeu o estatuto de "Prédio Militar nº 1", designação bélica dada ao prédio militar mais antigo de uma determinada região.
Na década de 1970 os subterrâneos encontravam-se ocupados por pessoas sem-abrigo.
Atualmente a antiga forma do forte é perceptível por via aérea, conservando-se uma guarita a sudoeste da Igreja, e os seus subterrâneos, inalterados, com exceção da parte dos fornos, modificada durante a Primeira Guerra Mundial.